# Domesnæs
Domesnæs eller Kap Kolka (lettisk: Kolkasrags) er et næs i Letland øst for den liviske kyst, som udgør Kurlands nordligste punkt, hvor Østersøen via Irbestrædet møder Rigabugten. Ikke langt fra Domesnæs ligger landsbyen Kolka. Fra Domesnæs fortsætter Domesnæsrevet i nordøstlig retning, og først efter tre sømil fra land findes sejldybde. For enden af revet ligger Domesnæs Fyr, som er opført på en kunstig ø og afmærker Irbestrædets østligste punkt.